# Bahá'u'lláh
Mírzá Husayn-'Alí (Persa:میرزا حسینعلی), que se proclamou Bahá'u'lláh (Teerã, 12 de novembro de 1817 – Acre, 29 de maio de 1892) (Árabe: بهاءالله, "A Glória de Deus") foi o fundador da Fé Bahá'í, a mais jovem das grandes religiões mundiais.
Bahá'u'lláh declarou ser ele o cumprimento da profecia Bábí: "aquele que Deus fará manifesto", e portanto "Suprema Manifestação de Deus". A Fé Bahá'í o tem como inaugurador de um novo ciclo profético, posterior aos de Abraão, Krishna, Moisés, Zaratustra, Buda, Jesus, Maomé e Báb.
Bahá'u'lláh foi o autor de vários trabalhos religiosos. Suas obras mais notáveis são o Kitáb-i-Aqdas e o Livro da Certeza (Kitáb-i-Íqán).

## Origem

### Primeiros anos
Bahá'u'lláh nasceu em 12 de Novembro de 1817 em Teerã, capital do Império Cajar. Sua mãe Khadíjih Khánum e seu pai Mírzá Buzurg eram nobres, oriundos da província de Mazandaran, e membros da corte de Alí Sháh, o Xá da Pérsia. Mirzá Buzurg foi vizir do imã Virdi Mírzá, e chegou a ser governador da província de Lorestão.
Quando criança foi educado segundo os ensinamentos do Islã, e destacou-se desde cedo por sua inteligência. Aos 13 anos de idade discutia intrincados assuntos religiosos com os ulemás e clérigos da corte.
Após a morte de seu pai, Bahá'u'lláh, aos 22 anos, foi indicado como sucessor ao cargo de governador pelo novo vizir Haji Mirza Aqasi. Mas Bahá'u'lláh recusou o cargo, pois não tinha interesse em assuntos seculares. Afastou-se da corte e de seus ministros e ocupou-se com ações beneméritas, sendo popularmente conhecido como o "campeão da causa da justiça".
Bahá'u'lláh casou com três esposas na época em que ainda era muçulmano, vivendo em situação de poligamia; seus nomes eram Ásíyih Khánum (Navváb), Fatimih (Mahd-i-'Ulya) e Gawhar. Bahá'u'lláh teve quatorze filhos, dos quais apenas sete chegaram à idade adulta. Ao lado de sua primeira esposa Navváb, Bahá'u'lláh, ficou conhecido como o Pai dos Pobres e ela como a Mãe do Consolo, graças à extraordinária generosidade demonstrada aos desfavorecidos.

## Vida na Fé Babí
Em 1844, um jovem de 25 anos de Shiraz, Siyyid Mírzá `Alí-Muhammad, que tomou o título O Báb (em árabe ou persa; significa "A Porta"), e se proclamou o Prometido Mihdi do Islã. A Fé Babí rapidamente espalhou-se por volta do Império Persa e foi vítima de grande oposição de vários cleros islâmicos. O Báb foi martirizado em 1850 por um pelotão de fuzilamento quando ele tinha 30 anos e a comunidade foi quase toda exterminada em 1852-3.

### Aceitação do Báb
Aos 28 anos de idade, Bahá'u'lláh entrou em contato com um mensageiro, Mullá Husayn, que anunciou as mensagens do Báb, e ele aceitou essa revelação, convertendo-se a Fé Babí. Bahá'u'lláh começou a espalhar a nova causa, especialmente para os nativos de Sua província em Núr, tornando-se reconhecido como um dos seguidores mais influentes. A opressão do governo sobre a religião do Báb teve como consequência o aprisionamento de Bahá'u'lláh duas vezes e sujeito a torturas como o bastinado.

### Período em que ocorreu a tentativa de homicídio do Xá
Com o resultado do Martírio do Báb em 1850 foi planejado uma tentativa de assassinato contra o rei da Pérsia, Naceradim Xá, dois anos mais tarde por dois Bábís que queriam vingança. Apesar dos assassinos terem confessado que planejaram ambos sozinhos, a comunidade Babí inteira foi acusada, e ocorrendo a perseguição e morte de milhares de Bábís. Muitos dos Babís que não foram mortos, incluindo Bahá'u'lláh, foram encarcerados no Síyáh-Chál (Masmorra Negra), um calabouço subterrâneo de Teerã. Bahá'u'lláh foi inocentado de envolvimento na tentativa de assassinato, mas ficou em Síyáh-Chál por mais de quatro meses.

Um oficial austríaco, Captain von Goumoens, que trabalhava na corte do Xá na época, deu o seguinte relato após aposentar-se:
"Eu vi aqueles que, com os olhos arrancados para fora, tinham que comer, numa cena em que, suas orelhas eram amputadas; ou cujos dentes eram quebrados com violência desumana pelas mãos do executor; ou cujos crânios eram simplesmente esmagados por marteladas de uma marreta…"
"E por fim da extremidade, penduraram os corpos para baixo chamuscados e perfurados por suas mãos e pés a uma cabeça da árvore, e agora todo persa podia deixar uma marca no coração … Quando eu leio de novo, o que eu escrevi, eu supero com o pensamento de que aqueles que estão com você na nossa querida amada Áustria ainda pode duvidar dessa verdadeira imagem, e me acusar de exagero. Podia por Deus que eu não pudesse ter vivido para ver isso!… No presente eu nunca saio de minha casa, para não ter que encontrar novas cenas de horrores… Eu não vou mais manter minha conexão com a cena de tais crimes.”

### Revelação no Síyáh-Chál
Foi durante o aprisionamento de Bahá'u'lláh em Síyáh-Chál que ele recebeu uma visão de uma Donzela enviada por Deus, pela qual ele recebeu a sua missão como um Mensageiro de Deus e também “Aquele Que Deus Tornará Manifesto” profetizado pelo Báb. Após quatro meses no Síyáh-Chál, devido as insistentes demandas do embaixador da Rússia, e 

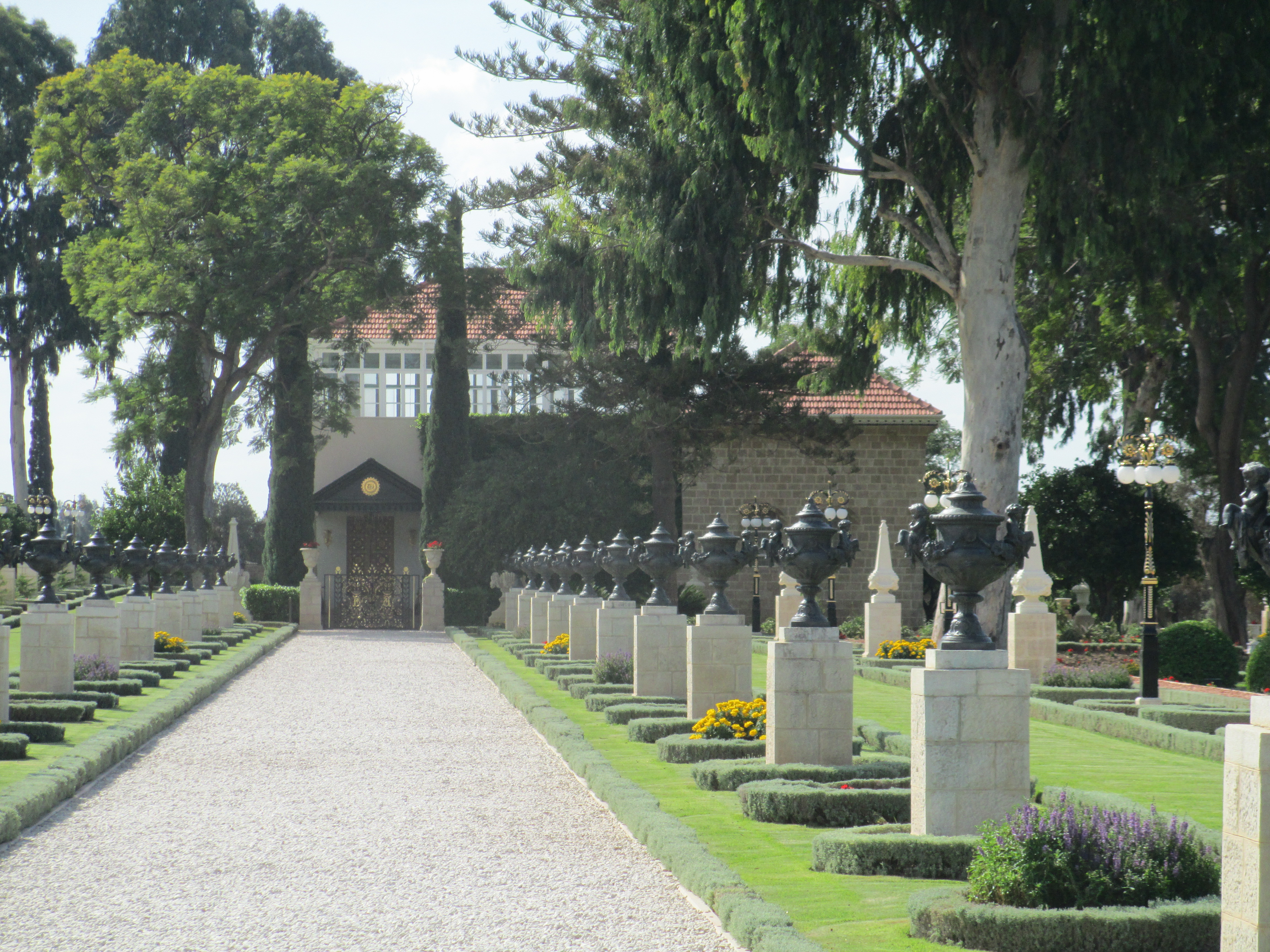
Uma visão da cidade de Teerã, onde Bahá'u'lláh foi aprisionado em 1852.

 depois da pessoa que tentou assassinar o Xá confessar e exonerar os líderes Bábis, as autoridades libertaram ele da prisão.  Bahá'u'lláh refere a assistência do embaixador russo quando ele escreveu para o Czar Alexandre II da Rússia:
"Enquanto permanecia acorrentado e agrilhoado na prisão, um de seus ministros me ofereceu sua ajuda. Pelo que teve Deus ordenado a ti a estação de um conhecimento que ninguém pudesse compreender exceto o seu conhecimento."
As autoridades exilaram Bahá'u'lláh da Pérsia, e então ele foi para Bagdá, e depois para uma cidade no Império Otomano.

## Exílio em Bagdá

### Trajeto da Pérsia para Bagdá
Em 1853, com recursos e alimentos muito limitados, e com o frio do inverno, Bahá'u'lláh e Sua família tiveram que viajar a pé em uma nevasca no caminho da Pérsia para Bagdá.
Mírzá Yáhyá foi nomeado pelo Báb para conduzir a comunidade Babí e estar disposto a obedecer a “Aquele Que Deus Tornará Manifesto” profetizado pelo próprio Báb. Mírzá Yahyá viajou por volta da Pérsia sob disfarce e depois decidiu viajar até Bagdá para reunir-se com os babís usando fundos dados a ele por Bahá'u'lláh.
Um crescente número de babís consideraram Bagdá o novo centro de liderança da religião Babí, e uma massa de peregrinos começou a vir da Pérsia. No entanto, com o passar do tempo, os seguidores cada vez menos procuravam pela liderança de Mírzá Yahyá, e ao invés começaram a ver Bahá'u'lláh como o seu líder. Como resultado Mírzá Yahyá começou tentativas de desconsiderar Bahá'u'lláh e depois dividiu a comunidade. As ações de Mírzá Yahyá espantou muitos seguidores para fora da religião e permitiu que os inimigos continuassem a perseguição contra a Fé.

### Nas Montanhas do Curdistão
Em 10 de abril de 1854, Bahá'u'lláh sem avisar o propósito ou destino, partiu com um companheiro para as montanhas do Curdistão, nordeste de Bagdá, próximo a cidade de Sulaymaniyah. Ele depois escreveu que ele partiu para evitar de ser tornar causa de discórdia na comunidade Babí.
Por dois anos Bahá'u'lláh viveu sozinho nas montanhas do Curdistão vestido como um dervixe e usando o nome de Darvish Muhammad-i-Irani. Em certa ocasião alguém notou sua notável caligrafia, a qual trouxe curiosidade dos instrutores das ordens locais Sufi. Como ele começou a receber visitantes, ele tornou-se conhecido por sua aprendizagem e sabedoria. Shaykh `Uthmán, Shaykh `Abdu'r-Rahmán, e Shaykh Ismá'íl, líderes indisputáveis de Naqshbandíyyih, Qádiríyyih, e Ordens de Khálidíyyih respectivamente, começaram a pedir por Seus conselhos e admirá-Lo. Foi justamente para o Shaykh 'Abdu'r-Rahmán de Karkúk que a obra Quatro Vales foi escrita. Diversos outras notáveis obras foram escritas durante este período.
Em Bagdá, devido a falta de firmeza e na qualidade de liderança de Mírzá Yahyá, a comunidade Bábí se encontrava em desunião. Alguns babís, incluindo a família de Bahá'u'lláh, procuraram por Bahá'u'lláh, e quando a notícia de que um homem sábio vivendo nas montanhas sob o nome de Darvish Muhammad espalhou-se para as áreas vizinhas, ´Abdu'l-Bahá reconheceu seu pai, e enviou-lhe cartas suplicando que regressasse a Bagdá. Bahá'u'lláh aceitou, e pôs fim, assim, a um período de separação que durou dois anos.

### Retorno para Bagdá
Quando Bahá'u'lláh retornou para Bagdá ele viu que a comunidade Babí ficou desmotivada e desunida. No tempo da ausência de Bahá'u'lláh, a comunidade em Bagdá tinha-se tornado alienada com a religião desde que Mírzá Yahyá tinha prosseguido em casar com a esposa viúva do Báb contra as claras instruções deixadas por ele e por indicar os seguidores para a província de Nur para a tentativa de homicídio contra o Xá.  Alguns Babís foram longe o suficiente para refutar as reivindicações de sucessão do Mírzá Yahyá, avançando argumentos contra, e disseminando seus próprios escritos.
Bahá'u'lláh permaneceu em Bagdá por mais de sete anos. Durante esse tempo, enquanto mantinha Sua posição como Manifestante de Deus escondido, ele ensinou os ensinamentos do Báb. ele publicou muitos livros e versos, o qual ele chamou de revelações, incluindo o Book of Certitude e as Palavras Ocultas.
A crescente influência de Bahá'u'lláh na cidade, e o renascimento da comunidade Bábí ganhou atenção de seus inimigos entre os cleros islâmicos e governo persa.  eles eventualmente conseguiram fazer com o governo Otomano exilasse Bahá'u'lláh de Bagdá para Constantinopla.

### O Festival de Ridván
Em 22 de abril de 1863, Bahá'u'lláh e seus acompanhantes partiram de Bagdá e acamparam no Jardim de Ridván, onde permaneceram por doze dias, antes de sua partida para o exílio para Constantinopla. O momento de tristeza revelou-se uma ocasião de muita alegria, pois nesta data Bahá'u'lláh relatou a visão que teve durante o cativeiro em Síyáh-Chál, segundo a qual era ele o Mensageiro de Deus profetizado por Báb. Hoje os Bahá'ís celebram os doze dias que Bahá'u'lláh esteve no Jardim de Ridván conhecido como o Festival de Ridván, especialmente a data de sua declaração é comemorada.
Os onze anos de segredo no período que Bahá'u'lláh recebeu a revelação no Síyáh-Chál e sua declaração no Jardim de Ridván é referido por historiadores Bahá’ís e por Bahá’u’lláh mesmo  Ayyam-i butun ("Dias Ocultos").  Bahá'u'lláh afirmou que esse período foi um "tempo de ocultação".

## Aprisionamento

### Constantinopla (Istambul)
Mencionado anteriormente, Bahá'u'lláh recebeu a ordem de mudar-se para a capital Otomana de Constantinopla (atualmente Istambul). Embora não fosse formalmente prisioneiro ainda, o forçado exílio de Bagdá foi o início de um longo processo o que tornou-se gradualmente em mais exílios e eventualmente a cidade-prisão de ‘Akká.
Bahá'u'lláh e sua família, junto com um pequeno grupo de baha'ís, permaneceram em Constantinopla por apenas quatro meses (Uma fonte em inglês menciona que setenta e cinco pessoas estavam juntas.) Durante este tempo o embaixador persa na corte do Sultão montou uma campanha sistemática contra Bahá'u'lláh. Foi exilado assim para Adrianópolis (atualmente Edirne), mas antes de sair ele escreveu uma epístola ao sultão, os conteúdos são desconhecidos, mas Shamsi Big, que entregou a carta, deu o seguinte relatório:
"Eu não sei o que a carta continha, porque não mais logo o grande vizir leu e então ficou com uma cor de cadáver, e comentou: 'É como se o rei dos reis estivesse emitindo sua ordem para seu rei vassalo mais humilde e regulando sua conduta.'"

### Adrianópolis (Edirne)
Durante o mês de dezembro em 1863, Bahá’u’lláh e Sua família embarcaram numa jornada de doze dias para Adrianópolis. Bahá’u’lláh residiu em Adrianópolis por quatro anos.  Mírzá Yahyá, ao ouvir as palavras de Bahá'u'lláh na epístola lida para ele, desafiando-o a aceitar a revelação de Bahá'u'lláh, fez um contra-argumento que ele era o profetizado pelo Báb. Isso causa uma divisão na comunidade Bábí, e os seguidores de Bahá'u'lláh ficaram conhecidos como Bahá’ís, enquanto os que seguiam Mírzá Yahyá, também conhecido como Subh-i-Azal ("Manhã Eterna") ficaram conhecidos como Azalís. Em Adrianópolis, Bahá'u'lláh foi envenenado e quase morreu. Sua mão esquerda ficou trêmula pelo resto de sua vida. Textos históricos bahá'ís, e conteúdos contemporâneos, indicam que o Subh-i-Azal esteve diretamente por trás do envenenamento. Mas como contra-argumento os Azalís o acusaram de ter se envenenado acidentalmente.

### Cartas aos Líderes do Mundo
Em Adrianópolis Bahá'u'lláh escreveu cartas a líderes políticos e religiosos, convocando-os a abandonar seus caminhos e dedicar-se ao bem-estar dos povos.
Foram endereçados pelas epístolas:
- Abdulazize, Sultão do Império Otomano;
- Czar Alexandre II, o Czar da Rússia;
- Imperador Francisco José I, Imperador da Áustria e Rei da Hungria (Império Austro-Húngaro);
- Imperador Napoleão III, Imperador da França;
- Kaiser Guilherme I, Kaiser da Alemanha;
- Naceradim Xá Cajar, Xá da Pérsia;
- Rainha Vitória, Imperatriz do Império Britânico;
- Kaiser Guilherme I, Kaiser da Alemanha;
- Governantes da América e Presidentes das Repúblicas;
- Papa Pio IX.

De acordo com as tradições Bahá'ís, todos esses líderes sofreram maldições subsequentemente às epístolas por terem rejeitado os ensinamentos de Bahá'u'lláh, exceto pela Rainha Vitória, que respondeu de forma receptiva. Essas cartas foram compiladas no livro O Chamado do Senhor das Hostes e, de acordo com instruções feitas pelo próprio Bahá'u'lláh, uma das seções dessa obra, chamada de  Súriy-i-Haykal (o "Surih do Templo", destinado ao Papa Pio IX, a Napoleão III, ao czar Alexandre II, à Rainha Vitória e a Naceradim Xá), foi escrita em forma de um pentagrama, o Haykal, símbolo do templo humano, mais especificamente dos Manifestantes de Deus.

### ‘Akká
Os Azalís conseguiram pressionar com que as autoridades otomanas e persas exilassem Bahá’u’lláh e os bahá'ís mais uma vez. Em uma manhã, sem aviso, soldados cercaram o lar de Bahá'u'lláh e disse a todos para se preparem para ser deportados para a cidade-prisão de ‘Akká.  Bahá'u'lláh e Sua família partiram de Adrianópolis em 12 de agosto de 1868 e depois de uma jornada pela terra e o mar chegaram em ‘Akká no dia 31 de agosto. Os habitantes de ‘Akká foram alertados de que os novos prisioneiros eram inimigos do Estado, de Deus e sua religião, e que associação com eles era estritamente proibida.
Os primeiros anos em ‘Akká impuseram situações muito severas, e marcou ocasiões muito difíceis para Bahá’u’lláh. Mírzá Mihdí, filho de Bahá'u'lláh, caiu através de uma clarabóia com 22 anos de idade enquanto andava para frente e para trás em estado de oração e meditação. Bahá'u'lláh ofereceu curar Mirzá Mihdí mas ele pediu ao invés que sua vida fosse usada como sacrifício para que os portões da prisão abrissem e que os peregrinos pudessem visitar a família sagrada. Meses depois a população e as autoridades começaram a confiar e respeitar Bahá'u'lláh, e as condições do aprisionamento foram melhoradas e ele eventualmente foi libertado para deixar a cidade-prisão e visitar os lugares próximos. De 1877 até 1879 Bahá'u'lláh residiu numa casa de Mazra'ih.

## Últimos anos

### Bahjí
Os anos finais da vida de Bahá'u'lláh (1879-1892) foram passados na mansão de Bahjí, na proximidade de `Akká, mesmo que fosse ainda formalmente um prisioneiro do império do otomano. Durante seus anos no `Akká e Bahjí, Bahá'u'lláh produziu muitos volumes de suas obras produzidas incluindo o Kitáb-i-Aqdas (O Livro Sacratíssimo).

Pessoas de todas as partes viajavam e pediam para estar na presença de Bahá'u'lláh, entre elas o orientalista E.G. Browne de Cambridge, que relatou o evento em 1890:
"… Passaram-se um ou dois segundos antes que eu, palpitante de admiração e reverência, tomasse finalmente consciência de que a sala não estava deserta… Jamais posso esquecer-me da fisionomia daquele a quem olhava, embora não possa descrevê-la. Aqueles olhos penetrantes pareciam ler-nos a própria alma;… Não me foi preciso perguntar em presença de quem eu estava, enquanto curvei-me diante daquele que é o objeto de uma devoção e um amor que os reis poderiam invejar e os imperadores almejar em vão!"
Em 9 de maio de 1892 Bahá'u'lláh teve uma ligeira febre que cresceu ao passar dos dias, diminuiu, e finalmente tomou sua vida em 29 de maio de 1892. Ele foi enterrado em um santuário localizado próximo a Mansão de Bahjí.

## Proclamações
Bahá'u'lláh declarou que ele era o "Prometido" de todas as religiões , cumprindo as profecias messiânicas encontradas nas religiões mundiais. Ele declarou que ser vários messias convertido em uma pessoa era no sentido espiritual, ao invés de material, cumprimento das profecias messiânicas e escatológicas encontradas nos escritos das religiões principais. As afirmações escatológicas de Bahá’u’lláh constituem seis identificações messiânicas distintivas: do judaísmo, a encarnação do " Pai eterno" para a profecia de Isaías 9:6, o "Senhor das Hostes"; do cristianismo, o "Espírito da Verdade" ou Consolador previsto por Jesus em Seu Discurso de despedida entre João 14 e João 17 e o retorno de Cristo "na glória do Pai"; do zoroastrianismo, o retorno de Shah Bahram Varjavand, um messias Zoroastriano previsto em vários textos pálavis; do islã xiita o retorno do Terceiro Imame, Imame Husayn; do Islã sunita, o retorno de Isa (Jesus); e da Fé Babí, "Aquele Que Deus Tornará Manifesto".
Embora Bahá'u'lláh não tenha dito que ele era o messias hindu ou budista, porém ele afirmou em princípio através de seus escritos. Depois, ´Abdu’l-Bahá declarou que Bahá'u'lláh era o Kalki avatar, que é um dos clássicos Vaishnavas na tradição hindu e é o décimo e último avatar (grande encarnação) de Vishnu que irá vir para acabar com a Idade da Escuridão e Destruição. Bahá'ís também acreditam que Bahá'u'lláh é o cumprimento da profecia da vinda de Maitreya Buddha, que é o futuro Buda que eventualmente apareceria na Terra, atingiria a iluminação completa, e ensinaria o Dharma puro. Bahá'ís acreditam que a profecia de que Maitreya iria introduzir uma nova sociedade de tolerância e amor seria cumprido com os ensinamentos de Bahá'u'lláh para a paz mundial. Bahá'u'lláh é um descendente de uma longa linha de reis da Pérsia através do xá do Império sassânida Isdigerdes III (r. 632–651); Ele também é descendente de Abraão através de Sua terceira esposa Keturah.

## Sucessão
Quando Bahá'u'lláh faleceu, ele deixou um testamento, o qual declarava o seguinte em relação a sucessão:
"A Vontade do Testador divino é isto: É incumbente sob Aghsán, o Afnán e Minha família para virar, um e todos, suas faces perante O Mais Grande Ramo… Verdadeiramente Deus tem ordenado a estação do Grande Ramo [Muhammad ‘Alí] para ser abaixo do Mais Grande Ramo [´Abdu’l-Bahá]. Ele é em verdade o Ordenador, o Todo-Sábio. Nós escolhemos ‘o Grande’ após ‘o Mais Grande’, como decretado por ele quem é Todo-Conhecedor, o Todo-Informado."
O favor cedido a ´Abdu’l-Bahá foi uma causa de inveja entre a família de Bahá'u'lláh. Muhammad 'Alí insistiu que ele deveria liderar a comunidade Bahá'í. Este período é considerado pelos bahá'ís como uma das provações mais difíceis dos primeiros anos da Fé.
Devido ao conflito causado pelo Seu meio-irmão, ´Abdu’l-Bahá excomungou ele como um Rompedor do Convênio. A divisão não sobreviveu por muito tempo. Depois de ter si afastado da comunidade Bahá'í, Muhammad 'Ali faleceu em 1937 com apenas alguns seguidores.

## Obras
Bahá'u'lláh escreveu diversos livros, epístolas e orações, dos quais apenas uma fração deles foram traduzidos. Ele revelou milhares de epístolas com o total de volume equivalente a 70 vezes o tamanho do Alcorão e 15 vezes do tamanho do Antigo e Novo Testamento na Bíblia. Abaixo estão algumas das obras que já foram traduzidas para o português:
- Epístola ao Filho do Lobo
- Os Quatro Vales
- Joias dos Mistérios Divinos
- Seleção dos Escritos de Bahá'u'lláh
- As Palavras Ocultas
- O Kitáb-i-Aqdas
- O Kitáb-i-Íqán
- Orações e Meditações de Bahá'u'lláh
- A Proclamação de Bahá'u'lláh
- Os Sete Vales
- O Chamado do Senhor das Hostes
- O Tabernáculo da Unidade
- Epístolas de Bahá'u'lláh revelados após o Kitáb-i-Aqdas

Jináb-i-Fádil-i-Mázindarání, ao analisar os escritos de Bahá'u'lláh, declarou que ele escreveu numa seguinte lista de modelos ou categorias:
1. Interpretação de escritos religiosos.
2. Escritos contendo leis e mandamentos.
3. Escritos místicos.
4. Escritos sobre o governo e a nova ordem, e cartas para os reis e líderes do mundo.
5. Escritos sobre o conhecimento, filosofia, medicina, alquimia etc.
6. Escritos pedindo por educação, bom caráter e virtudes.
7. Escritos com ensinamentos sociais.

## Fotografia de Bahá'u'lláh
Existem duas fotografias de Bahá'u'lláh, datadas de 1868. Ambas estão sob a guarda da Casa Universal de Justiça, em Haifa, Israel. A maioria dos seguidores da Fé Bahá'í tem grande respeito à imagem de Bahá'u'lláh e, portanto, evita vê-la exceto em ocasiões especiais. A imagem Dele não é idolatrada.